# 月亭連方
月亭 連方（つきてい れんぽう、1972年11月13日 - ）は、上方噺家。パーソナリティ。大阪市出身。元吉本興業所属。血液型はB型。本名は岩本 達也。

## 来歴・人物
1991年8月、月亭八方に入門。1999年から2006年まで中田一歩と共に「スパイシージャム」というコンビを結成していたが、後に解散。
2007年時点、吉本興業には籍を置いているが、既に上方落語協会からは退会しており、米朝事務所の一門系譜からも除名されている。落語家としては長期休業、あるいは廃業したと思われる。2010年以降は吉本からも籍を外しており、現在はWALLOPでの番組MCを行っている。現在も芸名はそのままであり、八方の弟子としては活動を存続していると思われる。